# Joan E. Donoghue
Joan E. Donoghue (* 12. Dezember 1956 in Yonkers, New York) ist eine US-amerikanische Juristin. Sie war ab 1984 in verschiedenen Positionen für das US-amerikanische Außenministerium tätig. Von 2010 bis 2024 gehörte sie als Richterin dem Internationalen Gerichtshof in Den Haag an, von 2021 bis 2024 war sie dessen Präsidentin.

## Leben
Donoghue studierte zunächst an der University of California, Santa Cruz, wo sie 1978 einen Bachelor in Russisch und Biologie erwarb. Ein anschließendes Studium der Rechtswissenschaften an der University of California, Berkeley schloss sie 1981 mit dem Juris Doctor ab.
Von 1981 bis 1984 arbeitete Donoghue für die internationale Großkanzlei Covington & Burling in Washington, D.C. Anschließend wechselte sie zum US-amerikanischen Außenministerium, wo sie von 1984 bis 1986 im Büro für interamerikanische Angelegenheiten tätig war. In dieser Position war sie unter anderem mit der Vertretung der Vereinigten Staaten im Fall „Militärische und paramilitärische Aktivitäten in und gegen Nicaragua“ vor dem Internationalen Gerichtshof betraut. 1986 gehörte sie kurzzeitig dem Büro für Strafverfolgung und Nachrichtendienste an, bevor sie im selben Jahr zur Leiterin des Büros für Diplomatenrecht und Rechtsstreite ernannt wurde. Anschließend war sie von 1989 bis 1991 stellvertretende Rechtsberaterin für Ozeane, Umwelt und Wissenschaft und war in dieser Funktion unter anderem mit den Verhandlungen zur Klimarahmenkonvention der Vereinten Nationen befasst.
Im Jahr 1991 wirkte Donoghue an der Rechtswissenschaftlichen Fakultät der Georgetown University als außerordentliche Professorin für das Recht der internationalen Beziehungen. 1992 war sie Gastprofessorin an der Universität Berkeley, wo sie neben dem Recht der internationalen Beziehungen auch internationales Umweltrecht unterrichtete.
Von 1993 bis 1994 war Donoghue im US-amerikanischen Außenministerium stellvertretende Rechtsberaterin für afrikanische Angelegenheiten, wo sie sich insbesondere mit der Lage in Südafrika und der Errichtung eines Internationalen Strafgerichtshofs für Ruanda befasste. 1994 wurde sie zur stellvertretenden Rechtsberaterin für Wirtschaftsfragen ernannt und hatte diese Position bis 1999 inne.
Von 1999 bis 2000 war Donoghue als stellvertretende Leiterin der Rechtsabteilung für das Finanzministerium der Vereinigten Staaten tätig, anschließend bis 2001 als stellvertretende Rechtsberaterin wieder für das US-amerikanische Außenministerium.
2001 wechselte Donoghue zu der Hypothekenbank Freddie Mac, wo sie bis 2003 als stellvertretende Leiterin der Rechtsabteilung und von 2003 bis 2005 als Leiterin der Rechtsabteilung und Corporate Secretary tätig war. Im Jahr 2005 ging sie erneut als außerordentliche Professorin an die Georgetown University, diesmal im Bereich des Völkerrechts.
Ab 2007 war Donoghue dann erneut für das Außenministerium tätig. Als Principal Deputy Legal Adviser vertrat sie die Vereinigten Staaten unter anderem im rechtlichen Dialog mit der Europäischen Union, war mit der Umsetzung der Verfügungen von Präsident Barack Obama betreffend der Gefangenenlager in Guantanamo befasst und beriet als geschäftsleitende Rechtsberaterin von Januar bis Juni 2009 Außenministerin Hillary Clinton und Präsident Obama in völkerrechtlichen Angelegenheiten.
Ab dem 9. September 2010 gehört Donoghue bis Februar 2024 als Richterin dem Internationalen Gerichtshof in Den Haag an. Sie folgte damit Thomas Buergenthal nach, der seine bis zum 5. Februar 2015 dauernde Amtszeit vorzeitig beendet hatte, um an die George Washington University zurückzukehren. Am 8. Februar 2021 wurde sie zur 26. Präsidentin des IGH gewählt; sie war nach Rosalyn Higgins die zweite Frau, die dieses Amt ausübte. Im Februar 2024 wurde der Libanese Nawaf Salam zu ihrem Nachfolger gewählt.
Donoghue hat neben Kenntnissen der russischen auch Kenntnisse der arabischen, spanischen und französischen Sprache.

## Auszeichnungen
Für ihre Verdienste wurde Donoghue mehrfach ausgezeichnet, so 2009 mit dem Distinguished Honor Award, der höchsten Auszeichnung, welche durch den US-amerikanischen Außenminister verliehen wird, und 2009 mit dem Presidential Rank Award (Meritorious Executive). 1988 wurde ihr durch die amerikanische Bundesrechtsanwaltskammer der Titel eines Younger Federal Lawyer verliehen.

## Publikationen (Auswahl)
- The Public Face of Private International Law: Prospects for a Convention on Foreign State Immunity. In: Law and Contemporary Problems, 1994, Bd. 57, Nr. 3, ISSN 0023-9186, S. 305.
- EC participation in the protection of the marine environment. In: Marine Policy, 1993, Nr. 17, ISSN 0308-597X, S. 515.
- Taking the 'sovereign' out of the foreign sovereign immunities act: a functional approach to the comercial activities exception. In: Yale Journal of International Law, 1992, Nr. 17, ISSN 0889-7743, S. 489.
- The trade provisions of international environmental agreements: can they be reconciled with the GATT?. In: American Society of International Law Proceedings, 1992, Nr. 86, S. 233.
- Perpetual immunity for foreign diplomats? A response to „the Abisiinito Affair: a restrictive theory of diplomatic immunity?“. In: Columbia Journal of Transnational Law, 1989, Nr. 27, ISSN 0010-1931, S. 615.